# Most Lecha w Poznaniu
Most Lecha w Poznaniu – zespół dwóch mostów drogowych na Warcie. Jest to jedyny w Poznaniu obiekt składający się z dwóch niezależnych mostów. Pierwszy most (późniejszy most północny) został otwarty w 1954, most południowy powstał w 1999, natomiast w latach 2018–2019 most północny został całkowicie rozebrany i zastąpiony przez nową konstrukcję.

## Położenie
Jest położony pomiędzy mostem kolejowymi łączącymi Ostrów Tumski, a kolejnym mostem kolejowym na trasie północnej obwodnicy Poznania na północnej granicy miasta. Łączy lewobrzeżne Osiedle Stare Winogrady (Wilczak) – ul. Lechicka, z prawobrzeżnym Osiedlem Główna (cz. Nadolnik) - ul. Bałtycka. Znajduje się w ciągu drogi krajowej nr 92 oraz II ramy komunikacyjnej.

## Parametry
Most północny ma 236 metry długości i trzy przęsła o długościach 66,90 + 100,80 + 66,90 m. W przeciwieństwie do poprzedniej konstrukcji nie zawiera podpór w nurcie rzeki. Przęsło środkowe nad korytem Warty ma 100,8 m długości.
Na moście znajdują się:
- trzy pasy jezdni o szerokości 3,5 m każdy (w kierunku zachodnim),
- dwukierunkowa droga rowerowa o szerokości 2 m,
- chodnik o szerokości 1,5 m.

Most południowy składa się z siedmiu przęseł o rozpiętości 33,3 m / 5 x 33,6 m / 33,3 m. Jego całkowita długość to 234,6 metra. Betonowa płyta pomostowa jest konstrukcyjnie połączona ze stalową konstrukcją. Ustrój nośny to dwa stalowe, pełnościenne dźwigary ustawione w odległości 9,9 metra od siebie. Most obejmuje:
- jezdnia (3 pasy w kierunku wschodnim),
- chodnik z dopuszczonym ruchem rowerów.

### Most północny z 1954 roku
Dawny most północny miał 234,60 metry długości i siedem przęseł o jednakowej rozpiętości (33 metry). Ustrój nośny każdego przęsła stanowiły cztery równoległe stalowe dźwigary kratowe o wysokości 2,57 metra z wykratowaniem na kształt litery W. Na dźwigarach położono opartą swobodnie (niezwiązaną) betonową płytę pomostową. Każde przęsło stanowiło niezależną konstrukcję nośną, co było wymogiem wojskowym – uszkodzenie jednego przęsła nie wpływa na pozostałe. Szerokość jezdni wynsiła 7 metrów, a chodniki po obu jej bokach miały po 2,5 metra. Nawierzchnia pierwotnie ułożona była z kostki granitowej, a w 1989 zamieniona została na asfalt. Filarów (monolit betonowy) było sześć, w tym dwa w nurcie rzecznym – miały one wysokość od 5 do 8 metrów. Na moście znajdowały się (stan przed rozbiórką):
- jezdnia (2 pasy w kierunku zachodnim),
- jednokierunkowe drogi rowerowe po obu stronach jezdni (współdzielone z chodnikiem).

## Historia
Przeprawa powstała w ciągu drogi rokadowej łączącej forty Twierdzy Poznań (dzisiejsze ulice Bałtycka-Lechicka). Na południu połączenie między fortami zapewniał Most Dębiński, na północy właśnie przeprawa promowa w miejscu obecnego mostu. Droga rokadowa stała się po II wojnie światowej elementem ciągu komunikacyjnego wschód-zachód i na wniosek władz wojskowych (1950) postanowiono w miejsce promu wybudować stały most, a wraz z nim odcinki ulic: Bałtyckiej (od Gdyńskiej do Warszawskiej) i Lechickiej (od mostu do Naramowickiej), co stworzyło nową, północną obwodnicę Poznania. Projekty mostu i ulic towarzyszących powstały w warszawskim Biurze Projektów Transportu Drogowego i Lotniczego (1951). Budowa rozpoczęła się w 1952, a zakończyła w 1954. Elementy betonowe (podpory i płytę pomostową) wykonało Zjednoczenie Robót Inżynieryjnych (Poznań), a konstrukcję stalową Mostostal Zabrze.
Pomimo otwarcia konstrukcji w 1954 roku, aż do połowy lat 60. na planach miasta w miejscu mostu zaznaczana była przeprawa promowa.
Z uwagi na zwiększający się ruch w 1995 podjęto decyzję o dobudowie nowego mostu, bezpośrednio przy starym (po południowej jego stronie). Przetarg na jego realizację wygrał Transprojekt Warszawa. Projektantem był Witold Doboszyński. Budowę realizował poznański oddział Płockiego Przedsiębiorstwa Robót Mostowych pod kierunkiem Ryszarda Mądrego, absolwenta Politechniki Poznańskiej. Konstrukcję wykonał Mostostal Słupca. W częściach przewieziono ją do Poznania i tu zmontowano. Obiekt powstawał przez 28 miesięcy. 21 czerwca 1999 przeprowadzono próbne obciążenia pod kierunkiem prof. Witolda Wołowickiego i dr. inż. Arkadiusza Madaja. Otwarcie nastąpiło 27 lipca 1999 o godzinie 12.30 przy udziale ministra Tadeusza Syryjczyka.
W sierpniu 2018 roku zamknięto do ruchu starą część północną, która ze względu na swój wiek nie nadawała się już do remontu. W grudniu 2019 ukończono budowę nowego mostu w miejscu wyburzonej konstrukcji. Nowa konstrukcja ma długość 236 m, trzy pasy ruchu po 3,5 m szerokości każdy, ścieżkę rowerową o szerokości 2 m i chodnik o szerokości 1,5 m. Do budowy tej nitki zużyto 7000 m³ betonu i około 2500 ton stali.

## Patron
Patronem mostu jest legendarna postać Lecha.